# Дідковський Андрій Григорович
Андрій Григорович Дідковський (1890, Дідковичі, Волинь — 1969, США) — український військовик, сотник Армії УНР, учасник повстанського руху П.Петрика на Волині, згодом діяч української еміграції, педагог і мемуарист (псевдонім Олекса Дідок).

## Життєпис
Під час Першої світової війни — штабс-капітан російської армії. У добу УНР — офіцер особливих доручень в ставці Головного Отамана Симона Петлюри. Від 1921 року — учитель на Поліссі.
Після Другої світової війни — на еміграції в Німеччині, а згодом у США.
Помер у Філадельфії, похований на українському православному цвинтарі в Баунд-Бруку, штат Нью-Джерсі.
Автор праці «Україна і Жиди [Архівовано 15 серпня 2016 у Wayback Machine.]» (1968).